# Zhao Yunlei
Zhao Yunlei (n. 25 august 1986, Yichang⁠(d), Republica Populară Chineză) este o jucătoare de badminton chineză, medaliată olimpică. A participat la 2 ediții ale Jocurilor Olimpice (2012, 2016) în care a câștigat două medalii de aur și o medalie de bronz.